# Porky's contraataca
Porky's revenge! conocida en castellano como Porky's 3: La venganza (en España), La venganza de Porky's (en México), La revancha de Porky's (en Perú) o Porky's III: la venganza (en otros países de Hispanoamérica), es la tercera y última parte de la trilogía de comedia gamberra Porky's. Fue dirigida por James Komack, y estrenada el 22 de marzo de 1985.

## Argumento
La historia transcurre en 1955, el último año de los jóvenes del Instituto Playa Angel, muy poco antes de su graduación. Los jóvenes protagonistas juegan los partidos de baloncesto del instituto, aspirando a llegar a la final contra otros institutos. Pero las cosas se tuercen porque el entrenador del equipo debe dinero a Porky, que tiene un nuevo prostíbulo ilegal. Los jóvenes se enteran y acuden a Porky a decirle que si perdona la deuda a su fiel entrenador, se dejarán perder el partido. Porky acepta, con la condición de no matarlos en venganza del destrozo que los chicos le hicieron de su local. Sin embargo cuando llega la final del partido, el equipo de Playa Angel gana con una victoria aplastante. Esto cabrea mucho a Porky, pero este no les podría hacer nada técnicamente, ya que al ser Playa Angel el mejor equipo de Miami, todos los daños que quisiera causar irían hacia él mismo. 
A pesar de la victoria, las cosas se tuercen cuando la hija de Porky se enamora de Anthony Tuperello, el capitán del equipo, que es casi el protagonista de la película. Porky trama la venganza de obligar a Tuperello a casarse con su hija que, al parecer, no es muy agraciada físicamente. Además de eso, el rencoroso Porky impediría la graduación de Tuperello, que sería al día siguiente de la boda.

## Reparto
| Actor            | Personaje                |
| ---------------- | ------------------------ |
| Dan Monahan      | Edward "Pee Wee" Morris  |
| Wyatt Knight     | Tommy Turner             |
| Tony Ganios      | Anthony "Meat" Tuperello |
| Mark Herrier     | Billy McCarty            |
| Kaki Hunter      | Wendy Williams           |
| Scott Colomby    | Brian Schwartz           |
| Nancy Parsons    | Sra. Beulah Ballbricker  |
| Chuck Mitchell   | Porky Wallace            |
| Rose McVeig      | Sra. Webster             |
| Fred Buch        | Dobish                   |
| Wendy Feign      | Blossom                  |
| Eric Christmas   | Sr. Carter               |
| Ilse Earl        | Sra. Morris              |
| Kimberly Evenson | Inga Johanssen           |

## Taquilla y crítica
Esta última y tercera entrega ya no fue dirigida por Bob Clark. Los guiones y el estilo de película cambiaron radicalmente con más argumento del que este tipo de películas debe tener. En esta nueva entrega desaparecen muchos de los personajes de las películas anteriores (cabe destacar Mickey, Timmy, Frankie o Steve), y no se tiene en cuenta la esencia cómica de la primera. La película recaudó la escasa cifra de 20.518.905 dólares. Fue denominada un fracaso en críticas y taquilla. Aunque podría ser igual de mala o peor que Porky's 2: al día siguiente, fue menos taquillera debido a la desilusión de los fanes que vieron la segunda parte en los cines, ya que pensaban que la segunda sería igual de buena que la primera.

## Ventas
Fue comercializada en diversas partes del mundo. Fue estrenada en cines en España, y posteriormente lanzada al mercado de alquiler en VHS, aunque no ha llegado a ser vendida en VHS, ni posteriormente en DVD o BluRay en España. La primera y la segunda parte de la trilogía están disponibles en DVD en España desde el año 2001. A pesar de ello Porky's 3: la venganza no ha sido comercializada en España debido al fracaso absoluto que tuvo, especialmente en los cines europeos.

## Secuela y remake
No existe oficialmente ninguna secuela de la trilogía original Porky's, a pesar de que David Cohen dirigiera en 1986 una película llamada Hollywood zap, que se nombró Porky's IV debido a la participación de Chuck Mitchell. 
En el año 2009, Stephen Niver escribió un remake de Porky's, al que tituló ``Porky's: the college years´´. Fue aceptada para película de estreno exclusivamente estadounidense en DVD, y dirigida por el desconocido Brian Trenchard-Smith. Al parecer la película tendrá un argumento parecido al de la trilogía y tendrá actores desconocidos. Aún no se han publicado tráileres ni otro tipo de datos, pero la película estaba prevista para 2011 pero al final no llegó a producirse.
- Datos: Q2605543